# فایل‌زیلا
فایل‌زیلا (FileZilla) برنامه‌ای آزاد و چندسکویی است که دربرگیرنده فایل‌زیلای کلاینت و فایل‌زیلای سرور است. برای سیستم‌های ویندوز، لینوکس و مک او اس وجود دارد و از اف‌تی‌پی، اس‌اف‌تی‌پی و اف‌تی‌پی‌اس (اف‌تی‌پی روی SSL/TLS) پشتیبانی می‌کند. در ۱۸ آوریل ۲۰۱۱، کلاینت فایل‌زیلا هفتمین دانلود محبوب تارنمای سورس‌فورج بوده‌است. از اس‌اف‌تی‌پی (پروتکل انتقال فایل SSH) در نسخه سرور فایل‌زیلا پشتیبانی نمی‌شود.
کد فایل‌زیلا در تارنمای سورس‌فورج قرار داده شده و در نوامبر ۲۰۰۳ به عنوان پروژه ماه شناخته شد.
با وجود شباهت نام این برنامه با موزیلا، هیچ ربطی به پروژه موزیلا ندارد.

## فایل‌زیلای سرور
فایل‌زیلای سرور، محصول خواهر فایل‌زیلای کلاینت است و از اف‌تی‌پی و اف‌تی‌پی روی SSL/TLS پشتیبانی می‌کند و در حال حاضر تنها برای ویندوز قابل دسترس است.
فایل‌زیلای سرور، برنامه انتقال فایل آزاد و متن‌باز است و از فشرده‌سازی و SSL/TLS پشتیبانی می‌کند.